# Fernand Bouisson

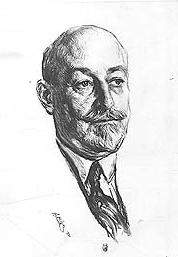
Fernand Bouisson

Fernand Bouisson (16. června 1874 Constantine, Francouzské Alžírsko – 28. prosince 1959 Antibes, Francie) byl francouzský politik Třetí republiky a krátce také 111. premiér Francie (1935).

## Život
Narodil se ve Francouzském Alžiru. V mládí hrával rugby. V roce 1900 začal hrát za klub Olympique Marsylia. Politickou kariéru započal v roce 1906 na postu starosty Aubagne. O tři roky později byl zvolen do národního shromáždění, kde reprezentoval department Bouches-du-Rhône.
V letech 1927-36 působil jako předseda Národního shromáždění. 1. června 1935 se na jeden týden stal francouzským premiérem. Už 7. června jej nahradil Pierre Laval. Bouisson odešel z politiky, když Vichistický režim v roce 1940 rozpustil Národní shromáždění.
Zemřel v Antibes v 85 letech.